# Obilná
Obilná (německy Kornau) je malá vesnice, část obce Odrava v okrese Cheb v Karlovarském kraji. Nachází se asi 1,5 kilometru západně od Odravy. Prochází zde dálnice D6. Obilná je také název katastrálního území o rozloze 2,74 km².

## Historie
První písemná zmínka o vesnici pochází z roku 1288.

## Obyvatelstvo
Při sčítání lidu v roce 1921 zde žilo 74 obyvatel, všichni německé národnosti. K římskokatolické církvi se hlásilo všech 74 obyvatel.
| Rok            | 1869 | 1880 | 1890 | 1900 | 1910 | 1921 | 1930 | 1950 | 1961 | 1970 | 1980 | 1991 | 2001 | 2011 | 2021 |
| -------------- | ---- | ---- | ---- | ---- | ---- | ---- | ---- | ---- | ---- | ---- | ---- | ---- | ---- | ---- | ---- |
| Počet obyvatel | 110  | 111  | 102  | 98   | 101  | 74   | 94   | 30   | 29   | 45   | 38   | 43   | 41   | 47   | 38   |
| Počet domů     | 12   | 13   | 13   | 12   | 12   | 12   | 12   | 8    | 6    | 11   | 10   | 11   | 11   | 13   | 13   |

## Obecní správa
Při sčítání lidu v letech 1850–1963 Obilná byla osadou obce Potočiště v okrese Cheb. V letech 1964–1975 byla částí obce Odrava v okrese Cheb. Od 1. ledna 1976 do 23. listopadu 1990 byla částí obce Nebanice v okrese Cheb. Od 24. listopadu 1990 je opět částí obce Odrava v okrese Cheb.

## Galerie

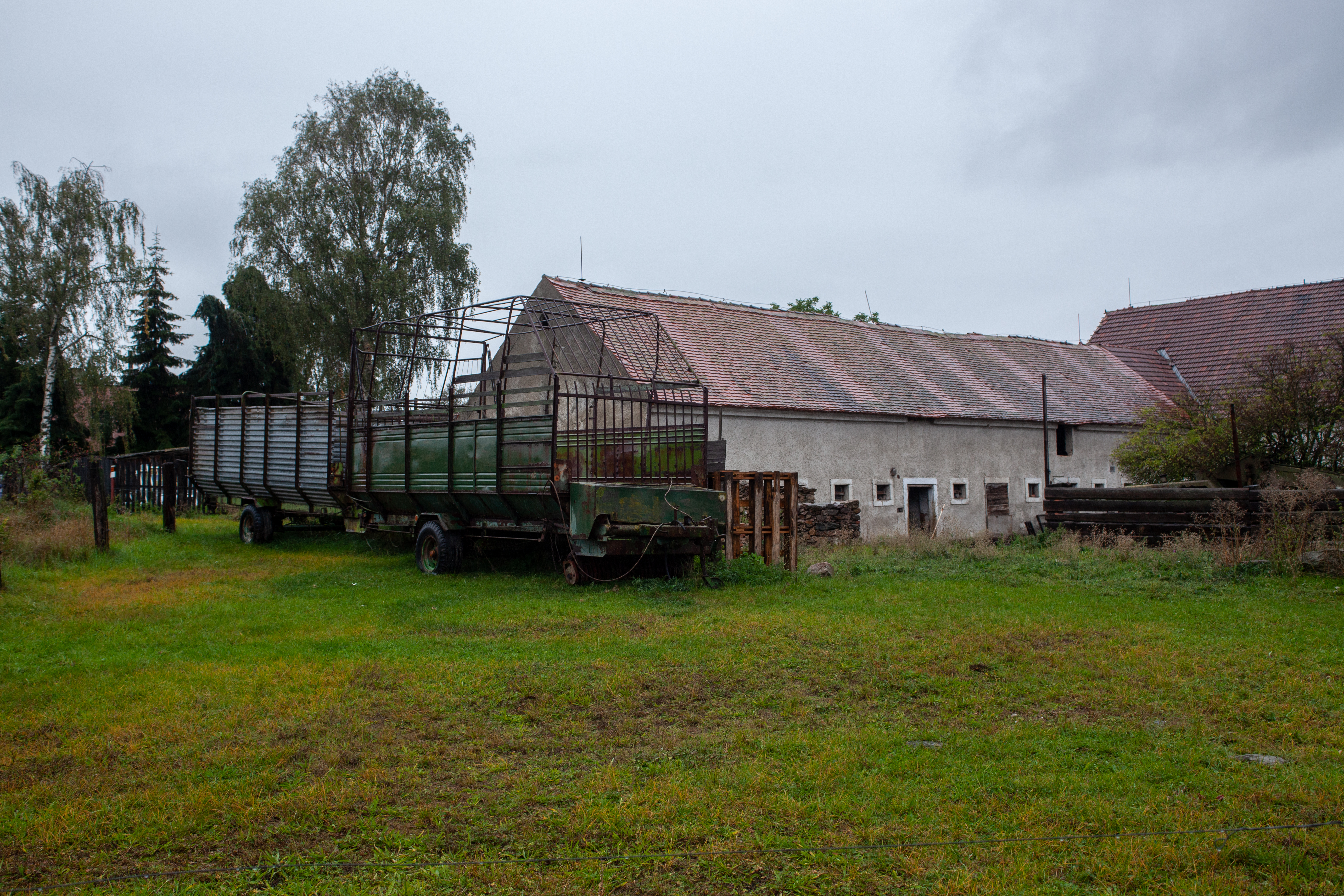
Dům (2020)
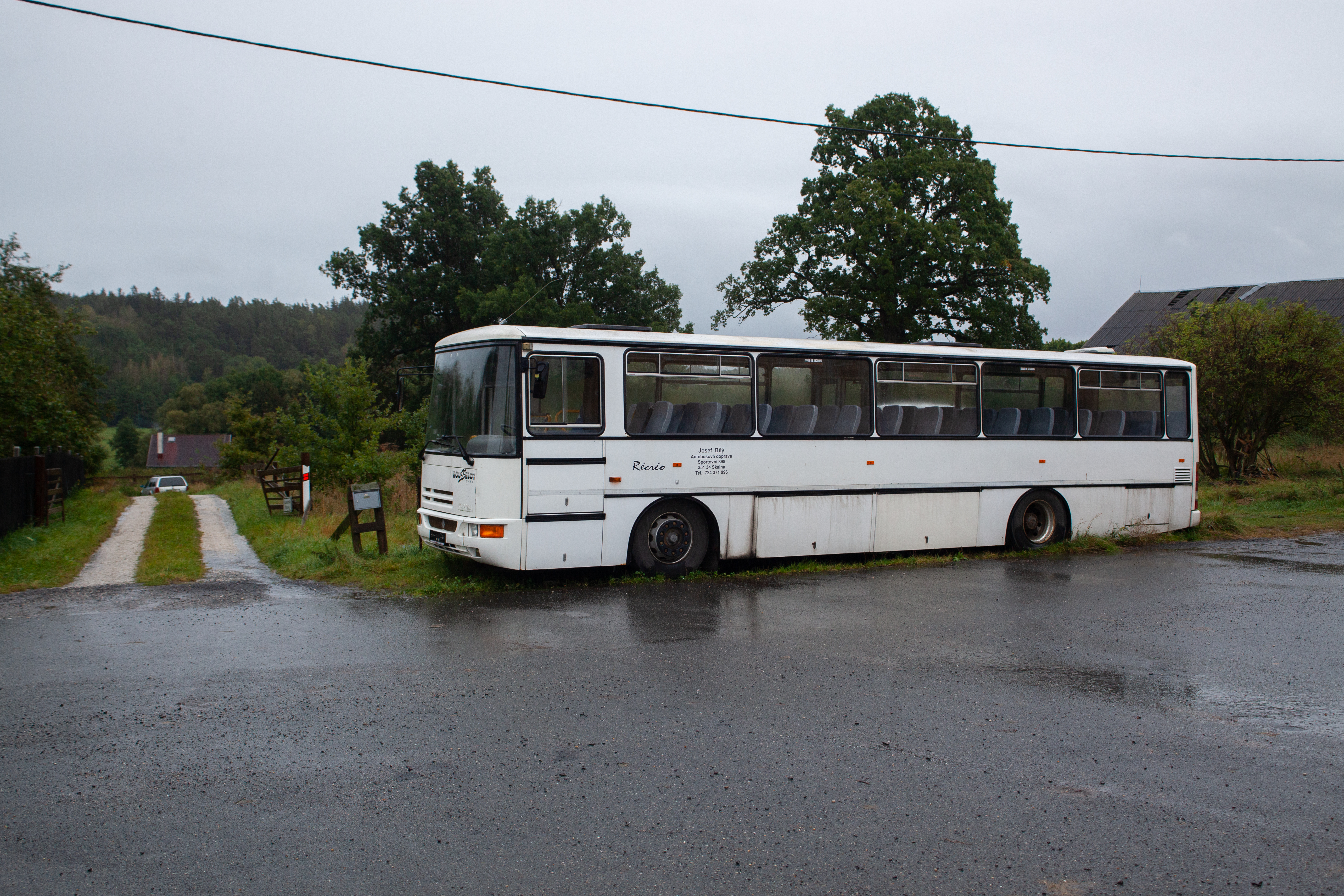
Autobus (2020
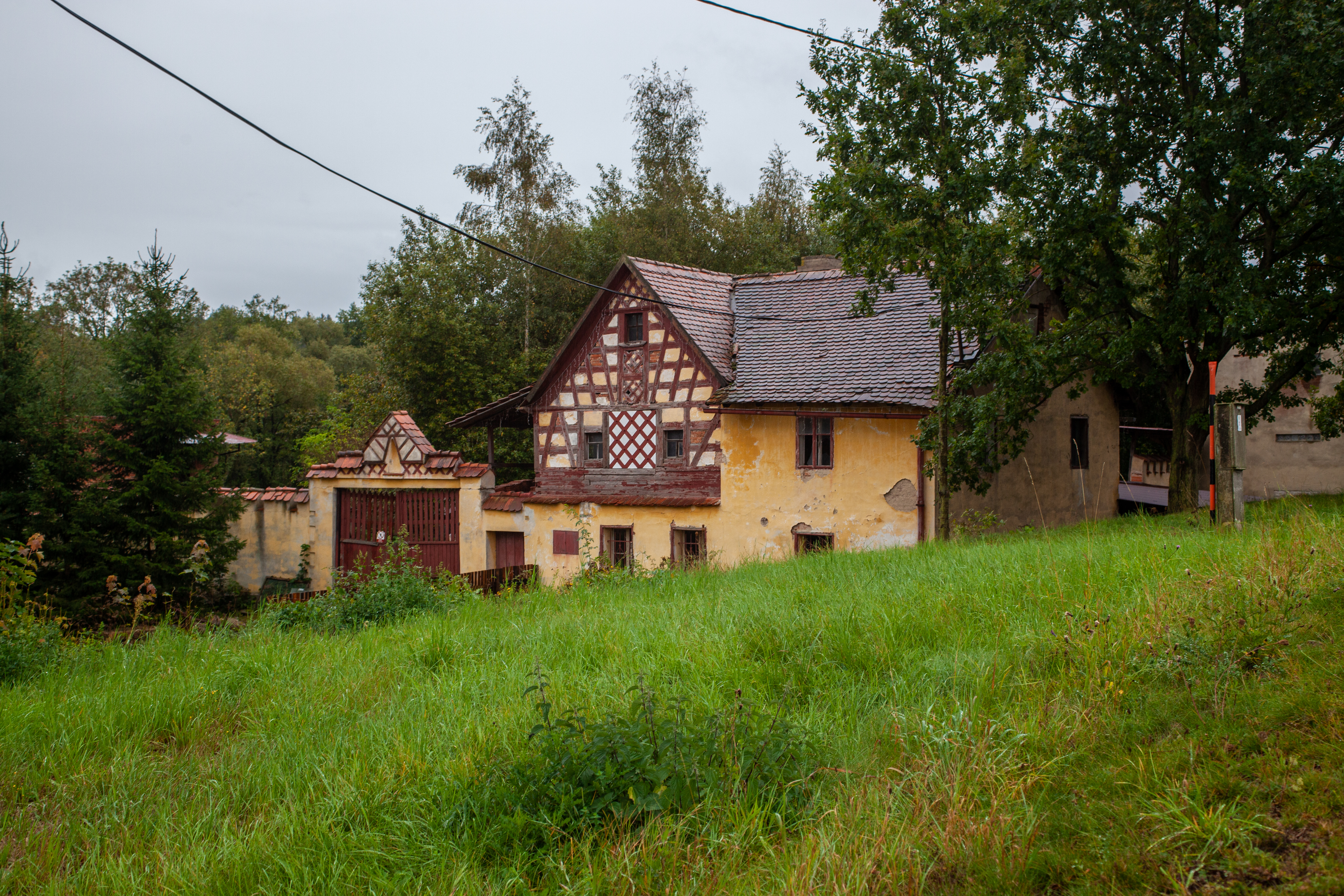
Dům (2020)
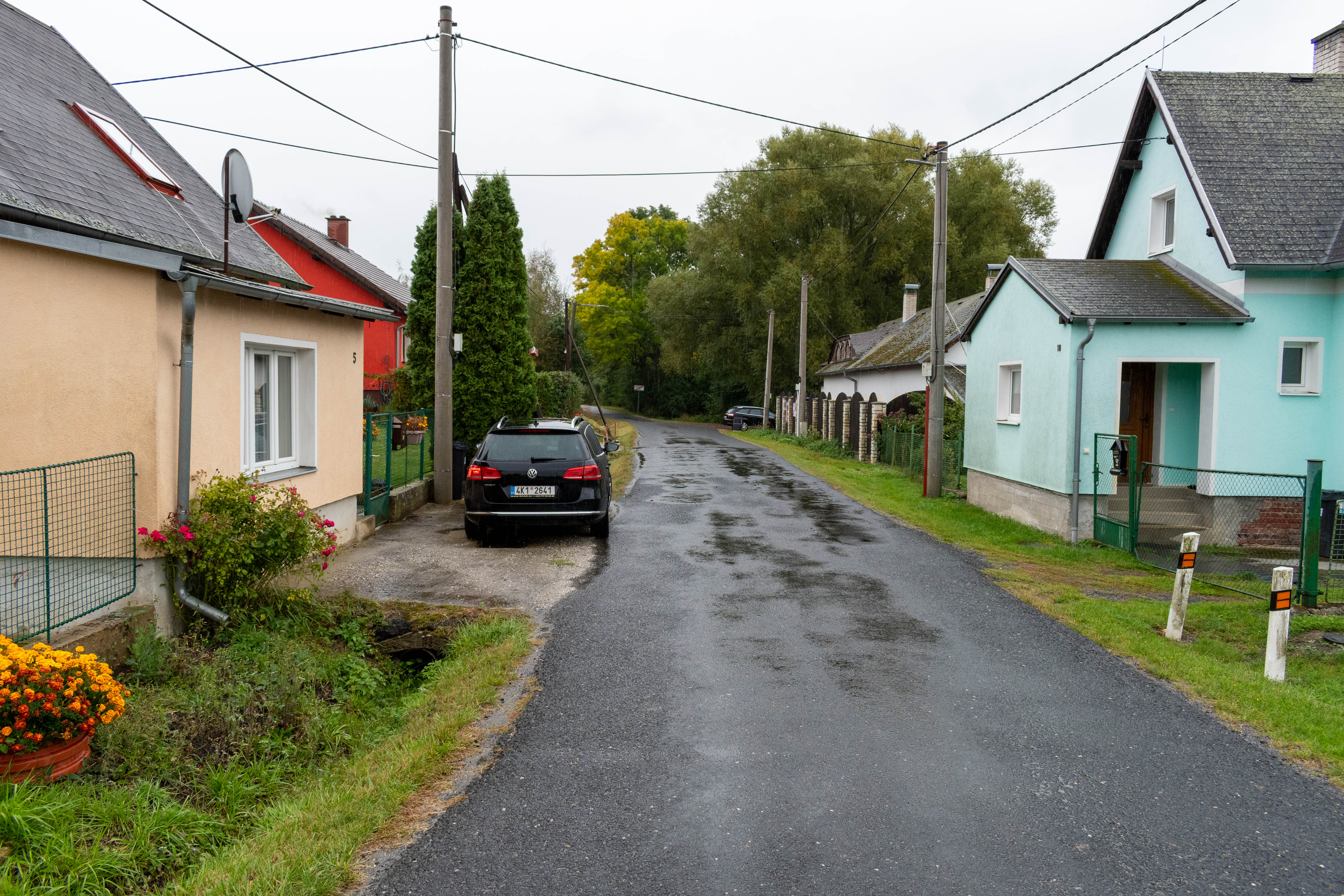
Silnice a domy